# Habtamu de Hoop
Habtamu Emke de Hoop (Addis Abeba, 1998) is een Nederlands politicus en presentator. In 2017 werd hij het jongste raadslid van de gemeenteraad van Súdwest-Fryslân en in het daaropvolgende jaar ging hij aan de slag als presentator van het televisieprogramma Het Klokhuis. De Hoop werd als kandidaat voor de Partij van de Arbeid (PvdA) bij de Tweede Kamerverkiezingen in 2021 verkozen als Tweede Kamerlid.

## Jeugd en opleiding
De Hoop werd in 1998 geboren in Addis Abeba, de hoofdstad van Ethiopië, waar hij in een café te vondeling werd gelegd. Hij werd gevonden door politieagenten, die hem naar een weeshuis brachten, waar hij zijn voornaam kreeg. De Hoop is waarschijnlijk in maart 1998 geboren, maar zijn exacte geboortedatum is onbekend. Hij viert zijn verjaardag op 16 april. Toen hij acht maanden oud was, werd hij geadopteerd door een Fries stel. Hij groeide op in het dorp Wommels samen met een jongere adoptiebroer, die ook uit Ethiopië komt.
De Hoop speelde in zijn jeugd als spits voetbal bij onder andere VV SDS (Oosterend), SC Cambuur en ONS Sneek en deed ook aan kaatsen. Hij volgde een havo-opleiding bij de RSG Magister Alvinus in Sneek. Hij heeft verteld dat hij zich in de vierde klas bij de debatclub aansloot om onder een werkstuk uit te komen. In 2016 was hij een van de drie finalisten van de speechwedstrijd van het VARA-programma Op weg naar het Lagerhuis.
Na het behalen van zijn havodiploma in 2016 begon De Hoop aan de opleiding journalistiek bij de Hogeschool Windesheim in Zwolle, maar hij maakte zijn studie niet af vanwege zijn posities in de gemeenteraad en bij Het Klokhuis. Nadat hij dat programma verlaten had, begon hij in 2019 een studie bestuurskunde aan de Leeuwarder Thorbecke Academie van de NHL Stenden Hogeschool. Ook voor deze studie ontving hij geen diploma.

## Carrière
Bij de verkiezingen in november 2017 in de gemeente Súdwest-Fryslân kwam De Hoop op plaats zes op de kieslijst van de PvdA te staan. Toen hij een zetel in de gemeenteraad won, werd hij het jongste raadslid in Súdwest-Fryslân met zijn 19 jaar. Zijn portefeuille omvatte ruimtelijke ordening en wonen. In december 2017 werd De Hoop aangenomen als presentator van het educatieve jeugdprogramma Het Klokhuis van de NTR. In februari 2018 werd met de opnames begonnen en in oktober 2019 werd de eerste aflevering met De Hoop uitgezonden.
Verder was hij eenmaal te gast als tafelheer in De Wereld Draait Door en was hij jurylid van Op weg naar het Lagerhuis in 2018. In de zomer van 2019 verliet De Hoop Het Klokhuis. Later was hij nog betrokken bij de jeugddenktank Coalitie-Y na een oproep van premier Mark Rutte aan de jeugd om betrokken te zijn bij het beleid rond de coronapandemie. Hij was opnieuw onderdeel van de jury van Op weg naar het Lagerhuis in 2022 en schreef daarnaast in datzelfde jaar de tekst van het It grut Frysk diktee, een Fries dictee dat werd uitgezonden door Omrop Fryslân. De Hoops tekst had sport als onderwerp.
In juli 2024 deed hij mee aan de kennisquiz De slimste mens.

### Tweede Kamer
In 2021 werd De Hoop als de negende kandidaat van de Partij van de Arbeid met 10.092 stemmen verkozen in de Tweede Kamer. Hij werd de jongste politicus in de nieuwe Tweede Kamer en het op twee na jongste lid uit de Nederlandse parlementaire geschiedenis tot dat moment. De Hoop verliet de gemeenteraad in april 2021. In de Tweede Kamer heeft hij de portefeuille onderwijs, media, infrastructuur en waterstaat. De Hoops maidenspeech over zijn achtergrond en over kansengelijkheid ontving positieve reacties.
Hij diende in oktober 2021 een wetsvoorstel in om Artikel 23 van de Nederlandse Grondwet, waarin de vrijheid van onderwijs wordt gewaarborgd, aan te passen zodat scholen geen leerlingen mogen weigeren, zodat kansengelijkheid wordt bevorderd en zodat scholen de waarden van de democratische rechtsstaat moeten volgen. De Hoop had het voorstel overgenomen van partijleider Lodewijk Asscher om een eind te maken aan de weigering van mensen op basis van hun overtuigingen en aan vijandige omgevingen voor lhbt-leerlingen. De Raad van State oordeelde negatief over grote delen van het amendement en noemde het onduidelijk hoe acceptatie zou worden verbeterd alsook mogelijk beperkend voor de vrijheid van onderwijs. Samen met Laura Bromet (GL) en Alexander Hammelburg (D66) zette hij daarnaast een initiatief door om artikel 1 van de Nederlandse Grondwet aan te passen om ook handicap en seksuele oriëntatie gronden te maken op basis waarvan discriminatie onwettig is. Het parlement had daar al mee ingestemd, maar een grondwettelijk amendement vergt een tweede goedkeuring van het parlement na verkiezingen. De Eerste Kamer steunde het uiteindelijk in januari 2023 voor een tweede keer.
De Hoop zette zich ook in voor de bouw van de Lelylijn, een voorgestelde spoorlijn tussen Lelystad en Groningen om de noordelijke provincies beter met de rest van het land te verbinden, maar een motie van De Hoop haalde geen meerderheid tijdens de onderhandelingen voor het regeerakkoord. In 2022 pleitte hij ervoor om openbaar vervoer een basisrecht te maken. Toen buslijnen in het land met sluiting bedreigd werden aan het eind van de coronapandemie, benadrukte De Hoop de belangrijke functie van die lijnen in landelijke gebieden en de afhankelijkheid van sommige mensen ervan. Begin 2023 presenteerde hij met GroenLinks een plan om het openbaar vervoer betaalbaarder te maken. Ze stelden voor om te experimenteren met gratis openbaar vervoer voor mensen met een lager inkomen en om recente prijsverhogingen van tickets terug te draaien. De €400 miljoen die voor die laatste maatregel nodig was zou worden opgehaald door een verhoging van de vermogensrendementsheffing en de vennootschapsbelasting.
Hij was de lijstduwer van de PvdA in Súdwest-Fryslân tijdens de gemeenteraadsverkiezingen van 2022.

### Incident (Talpa)
Op 9 april 2024 werd in Vandaag Inside een fragment getoond waarin De Hoop zich inzette voor behoud van de Friese taal. Vaste gast Johan Derksen reageerde daarop met "Hij staat hier uit zijn nek te lullen. Iemand die in Friesland geboren is, heeft het recht om er zo over te praten. Hij is toch geen Fries, kom op zeg.(...) Ik ben toch ook geen Surinamer?" Dit leverde Derksen stevige kritiek op, onder anderen van D66-leider Rob Jetten en (demissionair) minister van Binnenlandse Zaken Hugo de Jonge. De Hoop zelf reageerde de volgende ochtend met een filmpje op X waarin hij Johan aansprak en zei dat hij wel degelijk Fries is. Hij kreeg veel bijval, onder anderen van (demissionair) premier Mark Rutte en Tweede Kamerleden Laurens Dassen (Volt), André Flach (SGP), Caspar Veldkamp (NSC), Sophie Hermans (VVD) en Frans Timmermans (GroenLinks-PvdA). Binnen een dag kwamen er meer dan duizend meldingen binnen bij Tûmba, de Friese afdeling van het Landelijk meldpunt discriminatie. De directeur van Tûmba, Mirka Antolovic, kondigde aan aangifte te gaan doen tegen Johan Derksen vanwege de uitspraak. Volgens Derksen was zijn uitspraak niet racistisch. Nationaal Coördinator tegen Discriminatie en Racisme Rabin Baldewsingh zei "Het is puur racisme op nationale televisie. Ik vind dat Talpa hier verantwoordelijkheid moet nemen.", en liet weten achter de aangifte te staan.

### Commissies
In de Tweede Kamer is De Hoop lid van de volgende commissies:
- Vaste commissie voor Financiën
- Vaste commissie voor Infrastructuur en Waterstaat
- Vaste commissie voor Onderwijs, Cultuur en Wetenschap
- Interparlementaire commissie inzake de Nederlandse Taalunie
- Vaste commissie voor Buitenlandse Handel en Ontwikkelingssamenwerking (plaatsvervangend)
- Vaste commissie voor Buitenlandse Zaken (plaatsvervangend)
- Vaste commissie voor Defensie (plaatsvervangend)
- Vaste commissie voor Europese Zaken (plaatsvervangend)
- Vaste commissie voor Koninkrijksrelaties (plaatsvervangend)

## Privéleven
De Hoop is een aanhanger van voetbalclub SC Heerenveen en voetbalt bij de Oosterendse club VV SDS.